# Дальняя связь
Дальняя связь или дистанционная связь — связь по проводным и беспроводным каналам связи (в том числе радиорелейным, сотовым, спутниковым) между пользователями, находящимися на далёком, практически неограниченном, расстоянии один от другого. Под дальней связью, как правило, подразумевается возможность автоматического взаимодействия и передачи информации между пользователями в режиме реального времени (или близком к нему) — телефония, телеграф, связь через компьютерную сеть, в том числе через Интернет и т. п.
Частный случай беспроводной дальней связи — 
дальняя космическая радиосвязь.

## История

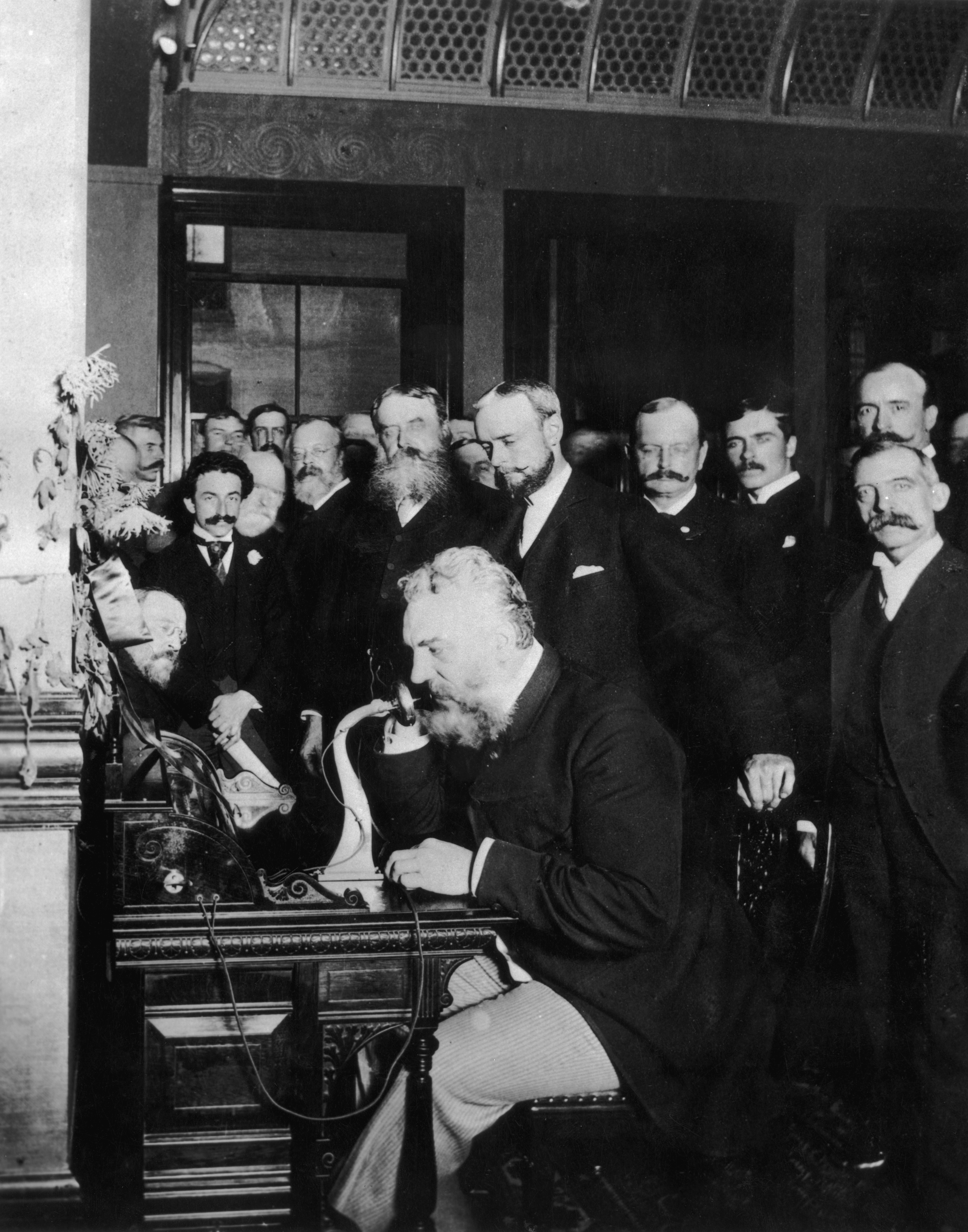
Александр Белл звонит из Нью-Йорка в Чикаго в 1892 году

Термин «дальняя связь» возник в технике передачи электрических сигналов по проводным линиям связи. Одновременная передача телефонных и телеграфных, а также фототелеграфных, телевизионных и т. п. сигналов на дальние расстояния осуществляется по воздушным, кабельным и радиорелейным линиям связи, в которых образованы уплотнением линий связи сотни — тысячи взаимно независимых каналов связи.
Телеграфная связь в данный момент является устаревшей и фактически под термином «дальняя связь» чаще всего подразумевают именно телефонную связь между пользователями в разных регионах посредством какой-либо телефонной сети, в том числе ТфОП, а также, в отдельных случаях, связь между удалёнными пользователями для цели передачи данных.
В СССР и впоследствии в России с 1941 по 2002 годы существовало государственное предприятие оборонной промышленности, специализировавшееся на разработке аппаратуры многоканальных систем дальней связи (включая аналоговые и цифровые системы передачи по волоконно-оптическим линиям), измерительных приборов, бытовой техники. В 2001 году на основной площадке предприятия создано ОАО «НПП Дальняя Связь».
Дальняя связь в телефонной сети общего пользования становиться всё более доступной благодаря применению технологии IP-телефонии, в связи с широким распространением доступа в Интернет, развитием соответствующих приложений и сервисов телекоммуникационных компаний.

## Телефония
Телефонную связь между пользователями в одном населенном пункте определяют как «местную телефонную связь». Существует также понятие внутризоновой связи — вызовы и факсимильная связь между абонентами в одном регионе (например в одной области или в рамках одного субъекта федерации в России) и вызовы мобильных абонентов. Связь между абонентами в разных городах в том числе за пределами одной зоны (региона) относят к дальней связи и называют «междугородней», также сокращённо МГ. Возможность совершения вызовов между пользователями ТФОП в разных странах получила название «международной» или МН-связи.
За МГ и МН вызовы обычно взимается более высокая плата, чем за вызовы местных телефонных номеров.
Зачастую абоненты местной телефонной сети (внутренней или городской) имеют доступ к вызовам номеров междугородней и международной дальней связи, для этого применяются специальные варианты набора. Так в России для совершения междугороднего вызова, абонент должен набрать цифру 8 для выхода на зоновую связь, далее код города и номера вызываемого абонента, а для международного вызова, требуется набрать после 8, код 10 и далее код страны, код города и номер абонента. В многих Европейских странах для совершения международного вызова нужно набрать код 00 и далее — требуемый номер с кодом страны, кодом города и номером абонента.
Порядок набора в каждом конкретном случаем определяется телефонным планом нумерации).
При совершении телефонного вызова он может проходить через сети нескольких телекоммуникационных компаний — транзитных операторов.
Во многих странах у абонента местной телефонной сети есть возможность выбора оператора дальней связи, для этого после набора кода выхода на МГ/МН абонент может набрать код оператора связи. Такой вариант выбора оператора связи получил название Hot-Choice. Альтернативой является вариант pre-select, когда абонент заранее выбирает одного оператора для всех исходящих звонков на телефонные номера дальней связи.
В отдельных странах МГ/МН связь может предоставляться не напрямую, а только по специальному запросу от имени абонента с предварительно оплаченной квитанцией и т. п. Распространены также телефонные переговорные пункты, где МГ/МН связь доступна для пользователей посредством общего терминала по предоплате.
Операторы мобильных сетей могут предоставлять абонентам услугу прямого вызова МГ/МН номеров дальней связи, однако за такие вызовы также, как правило, взимается дополнительная плата.
Пользователи внутренних телефонных сетей при подключении к ТфОП часто имеют ограничения на вызовы международных (а порой и междугородних) номеров, что определяется руководством организации и настройками УПАТС.

## Междугородние и международные телефонные сети
Междугородная телефонная сеть — это совокупность автоматических международных телефонных станций всех зон, узлов автоматической коммутации (УАК) и линий связи, соединяющих их между собой.
При этом узлы автоматической коммутации предназначены для осуществления транзитных соединений междугородных каналов и организации обходных путей. В телефонной сети, построенных по радиально-узловому принципу, при достаточно больших потоках телефонной сигнализации между отдельными телефонными станциями создают так называемые поперечные линии связи. Введение УАК и УС позволило существенно уменьшить количество поперечных линий, требующихся для пропуска по телефонной сети всех поступающих телефонных сообщений в заданном направлении и с заданным качеством обслуживания (например, не более 1 % отказов). 
Международная телефонная сеть — совокупность международных АМТС, узлов автоматического транзита для международной, в том числе межконтинентальной, связи и линий, соединяющих их между собой. 
Основные направления развития телефонных сетей — повышение уровня автоматизации процессов установления соединений на телефонных станциях и узлах; внедрение АТС и УАК, не требующих постоянного обслуживания. В состав последних включаются устройства отображения, контроля и коррекции состояния сети, которые по адресной информации (по номеру вызываемого абонента) должны отыскивать в сети оптимальные пути установления соединений. В телефонную технику внедряются средства микроэлектроники и электронные управляющие машины. Развитие телефонных сетей осуществляется с учётом включения её в состав создаваемой Единой автоматизированной системы связи. 

## Организация дальней связи и операторы связи
Каналы для телефонной связи между городами и странами создаются и используются специальными организациями — предприятиями различных форм собственности, деятельность которых регулируется региональными законодательствами, а также международным союзом электросвязи. В частности существует рекомендация МСЭ по формированию телефонного план нумерации — системы телефонных номеров, позволяющая пользователям телефонной сети совершать и принимать звонки, а также определять направление вызова и идентифицировать звонящего (см. АОН).
Операторы дальней связи — телекоммуникационные компании, предоставляют услуги междугородней и международной связи (МГ/МН).
Такие компании могут обеспечивать функционирование и предоставлять услуги как конечным пользователям, так и другим операторам связи. В случае предоставления услуг для других операторов связи обеспечивается лишь транзит трафика от оператора в одном регионе до сети оператора связи в другом.
Для работы с конечными пользователями, могут применяться различные схемы обслуживания междугородних и международных вызовов:
- направление всех вызовов в другой регион посредством всегда одного и того же транзитного оператора
- специальный префикс для выбора конкретного оператора дальней связи, для предоставления абоненту выбора
- набор специального номера оператора дальней связи, авторизация по пин-коду, последующий набор и дозвон до абонента с учётом по отдельному счёту (карточная телефония)

В тех точках земного шара, где другие способы телефонной связи невозможны — в пустынях, в горах и диких лесах (например в тайге) на северном и южном полюсе, в океане, на островах и т. п. — востребована спутниковая телефонная связь.